# Ю Син Хо
У цьому корейському імені прізвище (Ю) стоїть перед особовим ім'ям.
Ю Син Хо (Хангиль: 유승호, Ханча: 俞承豪; народився 17 серпня 1993) — південнокорейський актор, який отримав славу, як дитина-актор у фільмі «Дорога до дому» (2002).

## Раннє життя та навчання
Народився і виріс Ю Син Хо в південнокорейському місті Інчхон, він є наймолодшим серед двох суродженців. Пізніше він став стверджувати, що його сім'я була бідною.
Син Хо закінчив Вищу школу Пекшін у лютому 2012 року, та вирішив не продовжувати навчання в коледжі а зосередити свою увагу на кар'єрі актора.

## Кар'єра

### 1999—2009: Початок кар'єри, як дитина-актор
Син Хо вперше виступив у ролі актора знявшись в рекламі мобільного телефону у 1999 році, після того, як його мама надіслала його фотографію до рекламного агентства.
У 2000 роках він розпочинає свою кар'єру як дитина-актор, вперше з'явившись у телевізійній драмі «Риба Татуся». Він став зіркою після свого першого фільму «Дорога додому», де зіграв пустотливого міського хлопчика, який вчиться цінувати сільське життя під час примусового проведення літа зі своєю глухонімою бабусею. Низькобюджетний фільм мав неочікувані касові збори у 2002 році, набравши більше ніж 4 мільйона глядачів. Після цього його стали лагідно іменувати — «Маленький брат нації». Потім Син Хо знімався у фільмі про тварин «Серце є…» (2006) про хлопчика і його улюбленого собаку, та «Незабутнє» (2008) про шкільного учня з віддаленого острова, який вирушив на екскурсію на фабрику цукерок у Сеулі у 70-их роках.
Він продовжив зніматися на телебаченні, з'явившись у пригодницькому серіалі для дітей «Магічні воїни Мір і Ґаон» (2005). Далі Син Хо наповнював свою фільмографію, граючи молоді версії головних героїв у телевізійних драмах, включаючи генерала Лі Сунсіна в «Безсмертний адмірал Лі Сунсін» (2004), Короля Сонджона у «Король і Я» (2007) та Квангетхо у «Легенда» (2007).
У 2009 році Син Хо знімається в екшн фільмі «Місто Батьків» та у трилері «Таємниця четвертого періода». Також він зіграв Кім Чхун Чху у популярному серіалі «Королева Сондок».

### 2010—2014: Підліткові ролі
У підліткові роки Син Хо отримав одну з головних ролей у серіалі «Майстер Навчання» (2010), корейській екранізації японської манґи «Дракон Закура». Потім він зіграв більш зрілу роль у серіалі «Полум'я бажання», в якому зіграв сина другого покоління багатої сім'ї чеболів, який незацікавлений у битві за успіх серед своїх родичів та одружується у 21 рік. Пізніше в цьому ж році, Ю співав у дуеті з виконавицею та акторкою IU пісню «Вірю в любов» для благодійної програми «Запрошення на любов». Текст пісні заснований на щоденнику, який Ю писав, коли бачив сиріт війни у нетрях Шрі-Ланки.

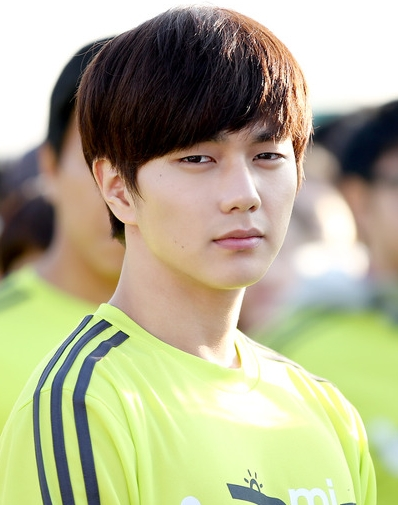
У листопаді 2012

У 2011 році актор тренувався у фехтуванні та бойових мистецтвах для ролі найманого вбивці у історичному серіалі"Воїн Бек Дон Су", заснованому на манхві, написаної Лі Че Хьоном. Також він озвучував Гріні, у анімаційному фільмі «Ліфі, курка у дикий світ», яка є адаптацією дитячого роману написаного Хван Сон Мі. Потім він знімається разом із Кім Ха Ниль у трилері «Сліпа».
У 2012 році Син Хо отримав свою першу головну чоловічу роль у серіалі «Операція Освідчення», корейському ремейку японської драми «Операція "Любов"». Далі була допоміжна роль Нефритового імператора, володаря небес, у фентезійно-історичній драмі «Аран та Магістрат». Опісля, він знімався у мелодрамі «Сумую за тобою», де грав непривітну людину, яка ховає серце наповнене помстою за своєю ніжною посмішкою.
Відомий пресі, як «Маленький Со Чі Соп» через свою схожість із цим актором. У 2013 році Ю знімався разом із Пак Сін Хє у музичному кліпи на Сингл «Гумка (Eraser)» виконавця Со. Це його другий раз, коли він просуває музичні зусилля Со, після кліпу «Самотнє Життя (Lonely Life)» 2008 року. Потім
вийшла у друк перша фото книга Ю під назвою «Лист подорожей, Весняний сніг Та…»; вона була останнім проектом відомого фотографа Борі перед його смертю 9 квітня 2013 року.

### 2015–сьогодення: Дорослі ролі та зростання популярності
Першим проектом Син Хо після армії була поява в музичному відеокліпі «Ти з того самого часу» виконавця Наоля. Його наступною роллю була роль впертого письменника вебкоміксів, що доглядає за котом у телевізійні адаптації вебкомікса «Уявний Кіт». Після цього актор знімається у романтичному фільмі «Маг» знятого Кім Де Сином, в якому він грає циркового фокусника який закохується у принцесу. Потім Ю отримав роль у серіалі «Пам'ятай» каналу SBS, де зіграв юриста з гіпертимнезією, який захищає свого батька від камери смертників.
У 2016 році Син Хо знімається у фільмі «Сон Даль: Людина, яка продає річку», де грає власника Кім Сон Даля. У 2017 році він знімається в історичній мелодрамі «Імператор: Володар маски» каналу MBC. Потім він зіграв головну роль у романтичній комедії «Я — не робот».

## Особисте життя
З 5 травня 2013 року Син Хо проходив обов'язкову військову службу, звичайним солдатом. Повідомляється що він працював над тренуванням нових рекрутів. Демобілізувався актор 4 грудня 2014 року.

## Фільмографія

### Фільми
| Рік  | Назва                                                     | Роль                               |
| ---- | --------------------------------------------------------- | ---------------------------------- |
| 2002 | «Дорога до дому»                                          | Сан Ву                             |
| 2003 | «Щасливе Різдво Еро»                                      | Дитячий янгольський хор            |
| 2004 | «Не розповідай батьку»                                    | Кім Чхо Вон                        |
| 2006 | «Серце є…»                                                | Чхвн І                             |
| 2008 | «Незабутнє»                                               | Кіл Со                             |
| 2009 | «Астробой»                                                | Астробой (дубляж корейською мовою) |
| 2009 | «Місто батьків»                                           | Кім Чон Чхоль                      |
| 2009 | «Таємниця четвертого періода»                             | Хан Чон Хун                        |
| 2011 | «Ліфі, курка у дикий світ» (анімаційний фільм)            | Ґріні (голос)                      |
| 2011 | «Сліпа»                                                   | Кван Кі Соп                        |
| 2012 | «Фрагменти солодких спогадів» (3D Короткометражний фільм) |                                    |
| 2015 | «Маг»                                                     | Хва Хі                             |
| 2016 | «Сондаль: Людина, яка продає річку»                       | Кім Ін Хон / Кім Сон Даль          |

### Телевізійні серіали
| Рік       | Назва                                          | Роль                                 | Канал       |
| --------- | ---------------------------------------------- | ------------------------------------ | ----------- |
| 2000      | «Риба Татуся»                                  | Чон Да Ум                            | MBC         |
| 2001      | Найкращий театр MBC «Хлопці не плачуть»        | Ду Сан                               | MBC         |
| 2001      | Найкращий театр MBC «Це трапилося на парковці» |                                      | MBC         |
| 2003      | Найкращий театр MBC «Все той рамьон»           | Джун Йон                             | MBC         |
| 2003      | Найкращий театр MBC «Мрія зимової пташки»      | Джун Хо                              | MBC         |
| 2003      | «Любовний лист»                                | молодий Лі Ву Джін                   | MBC         |
| 2004      | Найкращий театр MBC «Привіт, Клементина»       | Се Бом                               | MBC         |
| 2004      | «Солодкі булочки»                              | молодий Лі Шін Хьок                  | MBC         |
| 2004      | «Безсмертний адмірал Лі Сунсін»                | молодий Лі Сунсін                    | KBS1        |
| 2004      | «Дорогоцінна сім'я»                            | Парк Джун І                          | KBS2        |
| 2005      | «Сумна історія кохання»                        | молодий Со Джун Йон                  | MBC         |
| 2005      | «Магічні Воїни Мір і Ґаон»                     | Мір                                  | KBS2        |
| 2006      | «Прибулець Сем»                                | Ван Хе Рьон                          | Tooniverse  |
| 2007      | «Король і Я»                                   | молодий Сонджон                      | SBS         |
| 2007      | «Легенда»                                      | молодий Квангетхо                    | MBC         |
| 2009      | «Королева Сондок»                              | Кім Чхунчху                          | MBC         |
| 2009      | «Ти прекрасний!»                               | Покупець у магазині (Камео, серія 9) | SBS         |
| 2010      | «Майстер навчання»                             | Хван Бек Хьон                        | KBS2        |
| 2010      | «Полум'я бажання»                              | Кім Мін Дже                          | MBC         |
| 2011      | «Воїн Пек Дон Су»                              | Йо Вун                               | SBS         |
| 2012      | «Операція освідчення                           | Кан Бек Хо                           | TV Chosun   |
| 2012      | «Аран і магістат»                              | Нефритовий імператор, Король небес   | MBC         |
| 2012      | «Сумую за тобою»                               | Кан Хьон Чу / Гаррі Боррісон         | MBC         |
| 2013      | «Homo Academicus»                              | Диктор, документальний фільм         | KBS1        |
| 2015      | «Уявний Кіт»                                   | Хьон Чон Хьон                        | MBC Every 1 |
| 2015–2016 | «Пам'ятай»                                     | Со Джін Ву                           | SBS         |
| 2017      | «Імператор: Володар маски»                     | Лі Сон                               | MBC         |
| 2017-2018 | «Я — не робот»                                 | Кім Мін Кю                           | MBC         |
| 2018      | «Гравець»                                      | камео                                | OCN         |
| 2018-2019 | «Мій дивний герой»                             | Кан Бок Су                           | SBS         |
| 2020      | «Меморист»                                     | Тон Бек                              | tvN         |
| 2021-2022 | «Самогон»                                      | Нам Йон                              | KBS2        |

## Дискографія
| Рік  | Назва пісні       | Примітки    |
| ---- | ----------------- | ----------- |
| 2010 | «Believe in Love» | Дуетом з IU |

## Посольство
| Рік  | Назва                                                                                  | Нотатки      |
| ---- | -------------------------------------------------------------------------------------- | ------------ |
| 2015 | DMZ Фестиваль міжнародних документальних фільмів (International Documentary Film Fest) | з Чхе Су Бін |

## Нагороди та номінації
| Рік  | Нагорода                             | Категорія                                           | Номінований за роботою                               | Результат | Прим.  |
| ---- | ------------------------------------ | --------------------------------------------------- | ---------------------------------------------------- | --------- | ------ |
| 2002 | 24-та Премія молодих артистів        | Кращий молодий артист міжнародного кіно             | «Дорога до дому»                                     | Перемога  |        |
| 2005 | Премія KBS драма                     | Кращий молодий актор                                | «Безсмертний адмірал Лі Сунсін», «Дорогоцінна сім'я» | Перемога  |        |
| 2007 | 1-а Премія Корейських кінозірок      | Кращий молодий актор                                | «Серце є…»                                           | Перемога  |        |
| 2007 | Премія SBS драма                     | Кращий молодий актор                                | «Король і Я»                                         | Перемога  |        |
| 2008 | 2-га Премія Mnet 20's Choice         | Гарячий молодий чоловік                             | Н/Д                                                  | Перемога  |        |
| 2009 | 4-та Премія Андре Кіма «Краща зірка» | Чоловік — Зірка                                     | Н/Д                                                  | Перемога  | [ 55 ] |
| 2009 | Премія MBC драма                     | Кращий новий актор                                  | «Королева Сондок»                                    | Перемога  | [ 56 ] |
| 2010 | 46-та Премія Пексан                  | Кращий новий актор телебачення                      | «Майстер Навчання»                                   | Номінація |        |
| 2010 | 46-та Премія Пексан                  | Кращий новий кіноактор                              | «„Таємниця четвертого періода“»                      | Номінація |        |
| 2010 | 26-та Премія Korea Best Dressed Swan | Найкраще вдягнений актор телебачення                | «Майстер Навчання»                                   | Перемога  |        |
| 2010 | Премія KBS драма                     | Краща пара разом з Пак Чі Йон                       | «Майстер Навчання»                                   | Номінація |        |
| 2010 | Премія KBS драма                     | Нагорода Netizens' (актор)                          | «Майстер Навчання»                                   | Номінація |        |
| 2010 | Премія KBS драма                     | Нагорода за майстерність (актор мінісеріалу)        | «Майстер Навчання»                                   | Номінація |        |
| 2012 | Премія MBC драма                     | Нагорода за майстерність (актор мінісеріалу)        | «Аран і магістат», «Сумую за тобою»                  | Номінація |        |
| 2013 | New Soldiers Education Unit          | Нагорода за майстерність від командиру батальйону   | Н/Д                                                  | Перемога  |        |
| 2016 | 9-та Премія Корейської драми         | Нагорода за високу майстерність (актор)             | «Пам'ятай»                                           | Номінація |        |
| 2016 | Премія SBS драма                     | Нагорода за майстерність (актор жанрової драми)     | «Пам'ятай»                                           | Перемога  |        |
| 2017 | Премія MBC драма                     | Нагорода за високу майстерність (актор мінісеріалу) | «Імператор: Володар маски»                           | Перемога  | [ 57 ] |